# Кім Гван Чхоль
Кім Гван Чхоль (нар. 5 вересня 1969) — північнокорейський борець вільного стилю, дворазовий чемпіон Азії, учасник Олімпійських ігор.

## Життєпис
На літніх Олімпійських іграх 1992 року в Барселоні Кім Гван Чхоль змагався у ваговій категорії до 62 кг. Турнір проходив у двох групах по круговій системі. Борець, що програвав два поєдинки, вибував зі змагань. Північнокорейський спортсмен провів три сутички в групі А, в одній з них переміг — представника Північної Кореї Сіна Сана Гю та у двох програв — американцю Джону Сміту та представнику Куби Лазаро Рейносо, посівши в результаті одинадцяте місце.

## Спортивні результати на міжнародних змаганнях

### Виступи на Олімпіадах
| Змагання                    | Збірна | Вагова категорія          | Місце |
| --------------------------- | ------ | ------------------------- | ----- |
| Літні Олімпійські ігри 1992 | КНДР   | вільна боротьба, до 62 кг | 11    |

### Виступи на Чемпіонатах світу
| Змагання                        | Збірна         | Вагова категорія          | Місце |
| ------------------------------- | -------------- | ------------------------- | ----- |
| Чемпіонат світу з боротьби 1991 | Північна Корея | вільна боротьба, до 62 кг | 4     |

### Виступи на Чемпіонатах Азії
| Змагання                       | Збірна         | Вагова категорія          | Місце  |
| ------------------------------ | -------------- | ------------------------- | ------ |
| Чемпіонат Азії з боротьби 1992 | Північна Корея | вільна боротьба, до 62 кг | Золото |
| Чемпіонат Азії з боротьби 1993 | Північна Корея | вільна боротьба, до 62 кг | Золото |